# Bob Acri
Bob Acri (Chicago, Illinois, Estados Unidos, 1 de octubre de 1918 - Boston, Massachusetts, Estados Unidos, 25 de julio de 2013) fue un pianista estadounidense de jazz.
Asistió a la Escuela Secundaria Austin y trabajó como músico en las orquestas de radio de la NBC y la ABC y en la banda de Chicago Mr. Kelly. Se fue de gira con Harry James, y acompañado de Lena Horne, Mike Douglas, Ella Fitzgerald y Barbra Streisand, así como Buddy Rich y Woody Herman.
Bob Acri ha acrecentado su fama gracias a la canción "Sleep Away", incluida en los sistemas operativos Windows Vista y Windows 7, pieza musical que se encuentra disponible de manera predeterminada en el Reproductor de Windows Media, versiones 11 y 12.

## Discografía
- 2001 : Timeless - The Music Of Bob Acri
- 2004 : Bob Acri